# Arizela dulcis
Arizela dulcis är en fjärilsart som beskrevs av Louis Beethoven Prout 1910. Arizela dulcis ingår i släktet Arizela och familjen mätare. Inga underarter finns listade i Catalogue of Life.